# کریستل سیمس
کریستل سیمس (به انگلیسی: Christel Simms) (زادهٔ ۲۰ سپتامبر ۱۹۹۰) شناگر اهل ایالات متحده آمریکا است.